# Djiratawa
Djiratawa, o anche Djirataoua, è un comune rurale del Niger facente parte del dipartimento di Madarounfa nella regione di Maradi.